# Świadectwo (książka)
Świadectwo (znana także jako Una vita con Karol) – biografia Jana Pawła II napisana na podstawie wspomnień kardynała Stanisława Dziwisza, jego wieloletniego współpracownika i osobistego sekretarza. Obejmuje lata życia w Polsce (1966–1978) oraz późniejszy pontyfikat (1978–2005). Książka ma charakter rozmowy, przeprowadzonej przez włoskiego dziennikarza – Gian Franco Svidercoschiego z kardynałem Dziwiszem. Tytuł nawiązuje do jednej z chrześcijańskich form ewangelizacji, mówienia publicznie o swoim spotkaniu z Bogiem lub osobistym doświadczeniu Jego nadprzyrodzonego działania, czyli właśnie dawania świadectwa.
Autorzy kładą w książce nacisk na zarysowanie postaw papieża względem najważniejszych wydarzeń mających miejsce w Europie i na świecie.
Świadectwo to także zbiór m.in. wspomnień dotyczących zamachu na Jana Pawła II, pobytu papieża w klinice Gemelli oraz o sieci podsłuchów, jaką Karol Wojtyła był otoczony w Krakowie.
Premiera książki miała miejsce 18 stycznia 2007.

## Spis treści
PRZEDMOWA
- Chusta

CZĘŚĆ PIERWSZA - Okres Polski
- 1. Pierwsze spotkanie
- 2. Nowe twarze
- 3. Soborowy przewrót
- 4. Kryzys Tysiąclecia
- 5. Stefan Wyszyński i Karol Wojtyła
- 6. Krzyż z Nowej Huty
- 7. "Jak mógłbym milczeć"?
- 8. Bunt
- 9. Bunt młodych
- 10. " Nadchodzi Papież słowiański"

CZĘŚĆ DRUGA - Czas pontyfikatu
- 11. "Otwórzcie drzwi Chrystusowi"
- 12. W antyklerykalnym Meksyku
- 13. Codzienność Papieża
- 14. Pod znakiem przemian
- 15. Piotr - pielgrzym
- 16. Biskup Rzymu
- 17. Trzęsienia ziemi
- 18. Rewolucja narodu
- 19. Strzały
- 20. Kto go uzbroił?
- 21. Zniewolony naród
- 22. "Solidarność" żyje
- 23. Nowa ewangelizacja
- 24. Młodzież, kobiety, ruchy w kościele
- 25. Teresa - "siostra Boga"
- 26. Upadek muru
- 27. Nie wygrał kapitalizm!
- 28. Południe świata
- 29. Zmiana "przeciwnika"
- 30. Duch Asyżu
- 31. Nowi męczennicy
- 32. Sześć dłoni
- 33. Wspólne dziedzictwo
- 34. Zabijać w imię Boga?
- 35. "Pozwólcie mi odejść do Pana"